# Jo Jo English
Stephen "Jo Jo" English , (Fráncfort del Meno, Alemania; 4 de febrero de 1970) es un exjugador de baloncesto estadounidense. Con 1.93 de estatura, su puesto natural en la cancha era el de base. 

## Trayectoria
- Universidad de South Carolina (1988-1992)
- Chicago Bulls (1992)
- Tri-City Chinook (1992-1993)
- Chicago Bulls (1993-1994)
- Tri-City Chinook (1994)
- La Crosse Catbirds (1994)
- Chicago Bulls (1994)
- Pittsburgh Piranhas (1994-1995)
- Yakima Sun Kings (1995-1996)
- Beşiktaş (1996-1997)
- Antalyaspor Muratpasa (1997-1998)
- La Crosse Bobcats (1998-1999)
- Maccabi Motzkin (1999-2000)
- Strasbourg IG (2000-2001)
- Besançon BCD (2001)
- Rockford Lightning (2001-2002)